# Крус, Рикардо Хавьер
Рикардо Хавьер Крус Гонсалес (исп. Ricardo Javier Cruz González; род. 30 августа 1997, Мансанильо, Колима) — мексиканский футболист, напдающий клуба «Чьяпас».

## Клубная карьера
Крус начал профессиональную карьеру в клубе «Чьяпас». 13 марта 2014 года в матче Кубка Мексики против «Веракрус» в возрасте 16 лет, он дебютировал за основную команду. В этом же поединке Рикардо забил свой первый гол за ягуаров. 25 октября 2015 года в матче против УНАМ Пумас Крус дебютировал в мексиканской Примере. Летом 2016 года он на правах аренды перешёл в столичную «Америку», но играл лишь за молодёжную команду в Лиге МХ.
Летом 2017 года Крус перешёл в «Толуку». 11 января в поединке Кубка Мексики против «Минерос де Сакатекас» Рикардо дебютировал за новый клуб.